# Sikorsky X2
Le Sikorsky X2 est un hélicoptère expérimental en matériaux composites doté d'un rotor contrarotatif et d'une hélice propulsive. C'est un démonstrateur technologique visant à tester la configuration du futur Sikorsky S-97.

## Conception et développement
Le 1er juin 2005, lors de l'American Helicopter Society International Annual Forum au Texas, Sikorsky annonça son intention de construire un démonstrateur à rotor coaxial et capable d'atteindre 250 kt (463 km/h).
Sikorsky a incorporé des décennies de recherches et de développement dans le X2. Le démonstrateur S-69/XH-59A Advancing Blade Concept montra que les hautes vitesses sont possibles avec un hélicoptère équipé d'un rotor contrarotatif et d'une propulsion auxiliaire ; le drone Cypher a amélioré les connaissances de la société concernant les lois de commande en vol d'un engin à rotor coaxial et commandes électriques. De plus, le RAH-66 Comanche avait permis de développer les connaissances des rotors en matériaux composites et dans la conception de transmission avancée. Le 3 novembre 2005, un Schweizer 333 modifié et équipé avec les commandes de vol électriques du X2 effectua son premier vol et fut utilisé comme véhicule d'essai dans l'attente du vrai démonstrateur.
Le X2 débuta ses essais au sol sur le site de l'usine Schweizer Aircraft, à Horseheads dans l'État de New York, le 3 novembre 2006, et fut présenté au sol lors du salon Heli-Expo à Houston du 24 au 26 février 2008. Le X2 effectua son premier vol le 27 août 2008 sur le site de l'usine Schweizer Aircraft (une division de Sikorsky Aircraft Corporation). il est alors formellement identifié comme Schweizer 41A. Le vol dura 30 minutes. Ce vol lança le programme d'essais en vol en quatre phases pour culminer avec un vol à une vitesse maximum planifiée de 250 nœuds (463 km/h).
Le 4 mai 2009, Sikorsky révéla une maquette d'un hélicoptère tactique léger basé sur le concept du X2.
Le X2 effectua ses vols utilisant véritablement son hélice propulsive en juillet 2009. Sikorsky termina la phase 3 de ses essais par un vol du X2 à 181 nœuds (335 km/h) fin mai 2010.
Le 26 juillet 2010, Sikorsky annonça que le X2 avait dépassé la vitesse de 225 nœuds (417 km/h) lors d'un vol à West Palm Beach en Floride, dépassant ainsi de manière non officielle le record du monde vitesse de 216 nœuds (400 km/h) réalisé par le Westland Lynx en 1986 et homologué par la Fédération aéronautique internationale. Ce vol du X2 eut délibérément lieu 37 ans jour pour jour après le premier vol du S-69.
Le 15 septembre 2010, le pilote d'essai Kevin Bredenbeck atteignit le but fixé par Sikorsky pour le X2 en volant à 250 nœuds (460 km/h) en vol horizontal, établissant ainsi un nouveau record de vitesse non officiel pour hélicoptère. Le démonstrateur  atteignit aussi la vitesse de 260 nœuds (480 km/h) lors d'un léger piqué à 2-3°.
Le 14 juillet 2011, le X2 effectua son dernier vol et fut officiellement arrêté après avoir accumulé 22 heures de vol en 23 vols d'essais. Avec la fin de son développement, le X2 sera suivi par sa première application, le S-97 Raider, un hélicoptère d'attaque et de reconnaissance à grande vitesse.

## Sources
- (en) Cet article est partiellement ou en totalité issu de l’article de Wikipédia en anglais intitulé « Sikorsky X2 » (voir la liste des auteurs).

### Développement lié
- Sikorsky S-97

### Aéronefs comparables
- Eurocopter X3
- Kamov Ka-92 (en)
- Mil Mi-X1 (en)
- Piasecki X-49